# Санґ-Сефід (дегестан)
Санґ-Сефід (перс. سنگ سفید) — дегестан в Ірані, у бахші Каре-Чай, в шагрестані Хондаб остану Марказі.

## Населені пункти
До складу дегестану входять такі населені пункти:
- Акдаш
- Алудар
- Ґезердар
- Госейніє
- Калье-є Аббасабад
- Коле-Бід
- Осту
- Салегі
- Тур-Ґір
- Чалаб-е Олья
- Чалаб-е Софла
- Шагід
- Шор-Шоре
- Ягіябад